# Tennistoernooi van Tokio 2003
|                                          |  |                                         |
| Maria Sjarapova, winnares bij de vrouwen |  | Rainer Schüttler, winnaar bij de mannen |

Het tennistoernooi van Tokio van 2003 werd van 29 september tot en met 5 oktober 2003 gespeeld op de hardcourtbanen van het Ariake Tennis Forest Park (met overdekt center court genaamd Ariake Colosseum) in de Japanse hoofdstad Tokio. De officiële naam van het toernooi was AIG Japan Open.
Het toernooi bestond uit twee delen:
- WTA-toernooi van Japan 2003, het toernooi voor de vrouwen
- ATP-toernooi van Tokio 2003, het toernooi voor de mannen

ATP-toernooi van Tokio‎ – WTA-toernooi van Tokio

2000 · 
2001 · 
2002 · 
2003 · 
2004 · 
2005 · 
2006 · 
2007 · 
2008 · 
2009 · 
2010 · 
2011 · 
2012 · 
2013 · 
2014 · 
2015 · 
2016 · 
2017